# Сивкова, Светлана Геннадьевна
Светлана Геннадьевна Сивкова (род. 5 ноября 1957, Советск, Калининградская область, РСФСР, СССР) — российский общественный деятель, президент музея-заповедника «Музей Мирового океана» с 2024 года (до того, в 1990—2024 годах, гендиректор музея). Заслуженный работник культуры Российской Федерации (2001). Лауреат Государственной премии Российской Федерации (2017).

## Биография
Светлана Геннадьевна Сивкова родилась 5 ноября 1957 года в Советске Калининградской области в семье военного.
В 1974 году окончила 31-ю среднюю школу Калининграда, а в 1979 году — географический факультет Калининградского государственного университета. Во время учёбы два года проработала секретарём университетского комитета ВЛКСМ, но ушла с должности из-за конфликта с партийным начальством. Состояла в КПСС. В 1979 году поступила на работу в Калининградский областной историко-художественный музей. Как научный сотрудник занималась изучением и реставрацией судна «Витязь», из чего выросло её увлечение морской историей. В 1990 году основала музей Мирового океана и с тех пор занимает должность его генерального директора. Музей был создан постановлением Совета министров РСФСР от 12 апреля 1990 года на базе судна «Витязь», а уже 27 апреля Сивкова возглавила его согласно приказу министра культуры РСФСР Юрия Мелентьева. Находится в должности уже более двадцати лет. Как директор музея получает 305 тысяч рублей в месяц (по состоянию на 2016 год).
Занимается активной общественной деятельностью. В 2005 году отказалась от поста министра культуры Калининградской области, предложенного ей губернатором Георгием Боосом. Была членом Общественной палаты Калининградской области, входила в состав комиссии ней по культуре, сохранению историко-культурного и духовного наследия. Является членом Общественного совета при УМВД России по Калининградской области, Совета по культуре при губернаторе Калининградской области, заместителем председателя Совета по культуре при правительстве Калининградской области. Состоит в президиуме Союза музеев России, является президентом ассоциации «Морское наследие России», заместителем председателя Межведомственной комиссии по морскому наследию Морской коллегии при правительстве России, членом российского комитета Международного совета музеев, членом правления Морской коллегии Калининградской области.
Ни в каких российских политических партиях не состоит, но является членом калининградского регионального штаба Общероссийского народного фронта, возглавляемого президентом России Владимиром Путиным. В 2012 году, в преддверии президентских выборов, стала его доверенным лицом, а также была назначена руководителем «народного» избирательного штаба Путина в Калининградской области. В интервью калининградским СМИ Сивкова отмечала, что согласилась на такое предложение после настойчивых просьб: «Ну слушай, ну давай», — но не сразу, так как «…за мной стоит огромная работа огромного музея, а эта деятельность отвлечёт меня от этой работы»; это предложение было расценено наблюдателями как давление со стороны власти. Видя свою задачу в «создании гражданского общества, а также в обеспечении диалога между властью в лице Владимира Путина и народом», Сивкова говорила, что «мы тут не занимаемся политикой», а «собираемся работать с народом и в народе», и уже после выборов отметила, что «мы не навязывали и не переборщили, как нас просил наш кандидат» и «он выиграл — и это самое главное». В 2016 году прошла праймериз партии «Единая Россия» и стала кандидатом в депутаты Калининградской областной думы VI созыва по 6-му одномандатному округу, однако на выборах не победила.
В 2019 году стала членом Морской коллегии при правительстве России. В настоящее время на территории музея Мирового океана под руководством Сивковой с 2013 года строится 40-метровый корпус-шар «Планета „Океан“», на который будет потрачено более одного миллиарда рублей из федерального бюджета.

## Личная жизнь
Муж — Алексей Шуткин, заместитель генерального директора музея Мирового океана по флоту и общим вопросам, главный специалист музея по флоту, бывший капитан судна «Витязь», кавалер медали ордена «За заслуги перед Отечеством» II степени (2016).

## Награды

### Государственные
- Орден Александра Невского (18 сентября 2023) — за вклад в развитие отечественной культуры и искусства, многолетнюю плодотворную деятельность[42].
- Орден Дружбы (20 апреля 2006) — за заслуги в области культуры и искусства, многолетнюю плодотворную деятельность[43][44]
- Медаль ордена «За заслуги перед Отечеством» I степени (22 мая 2014) — за достигнутые трудовые успехи, значительный вклад в социально-экономическое развитие Российской Федерации, реализацию внешнеполитического курса Российской Федерации, заслуги в гуманитарной сфере, многолетнюю добросовестную работу, активную общественную деятельность[45].
- Медаль ордена «За заслуги перед Отечеством» II степени (22 января 1997) — за заслуги перед государством, большой вклад в укрепление дружбы и сотрудничества между народами, многолетнюю плодотворную деятельность в области культуры и искусства, высокие достижения в развитии физической культуры и спорта[46].

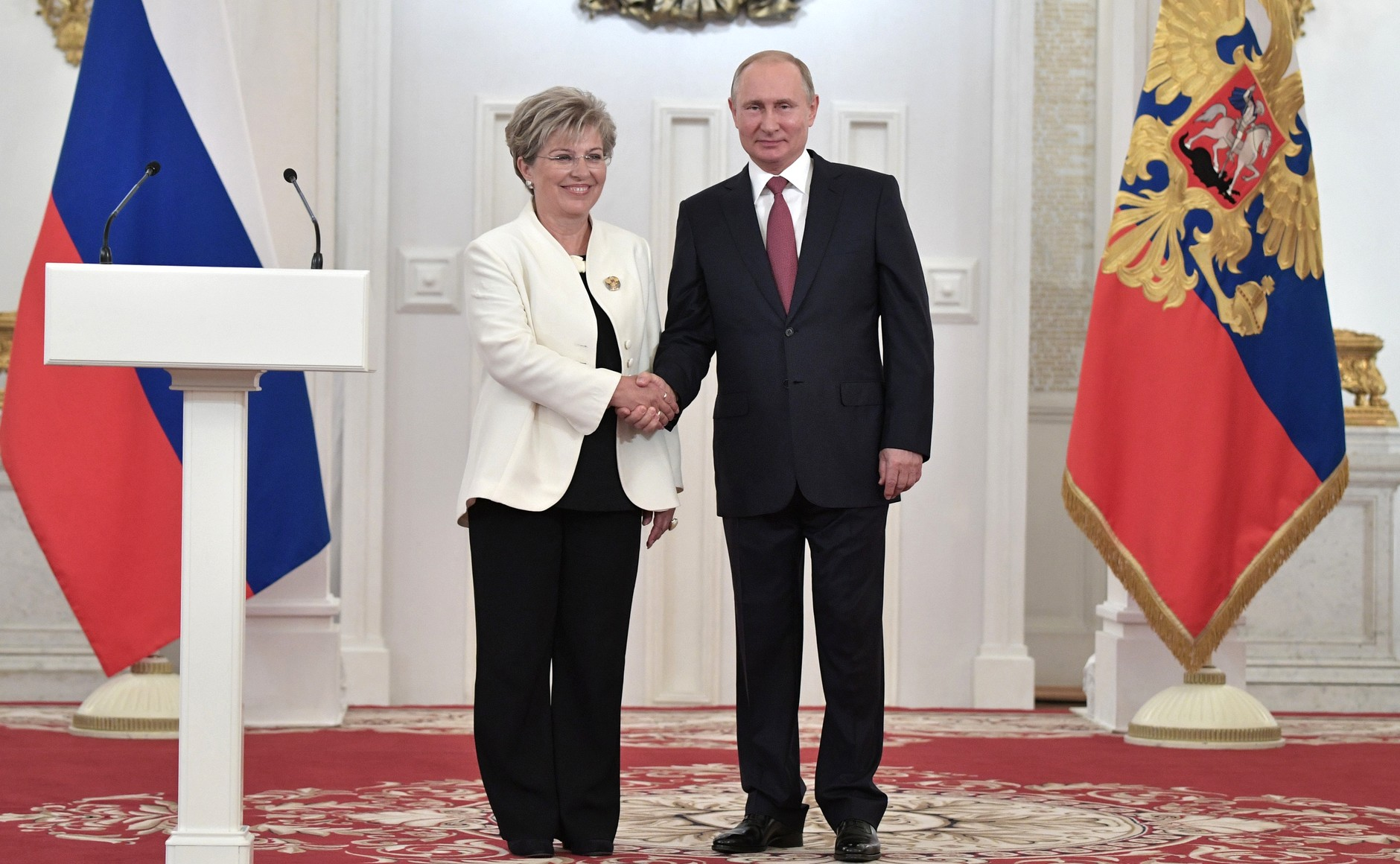
Сивкова с Путиным на церемонии награждения, 2018 год

- Медаль «300 лет Российскому флоту» (1996)[4][5].
- Заслуженный работник культуры Российской Федерации (31 мая 2001) — за заслуги в области культуры и многолетнюю плодотворную работу[47].
- Благодарность Президента Российской Федерации (12 декабря 2017) — за заслуги в развитии отечественной культуры и искусства, многолетнюю плодотворную деятельность[48][49][50][51].
- Государственная премия Российской Федерации в области литературы и искусства (8 июня 2018) — за вклад в изучение, сохранение и популяризацию морского наследия[52][53].
- Нагрудный знак министерства культуры РФ «За достижения в культуре» (1998)[54][55][56].
- Благодарность Министра культуры и массовых коммуникаций Российской Федерации (14 апреля 2005) — за большую плодотворную работу по созданию Федерального государственного учреждения культуры «Музей Мирового океана» и в связи с 15-летием со дня его основания[57].

### Региональные
- Почётный гражданин города Калининграда» (4 июля 2007)[4][5][58].
- Медаль «В честь 60-летия Калининградской области» (2006)[59].
- Медаль «За заслуги перед Калининградской областью» (2010)[60].
- Почётный гражданин Калининградской области (29 января 2021) — за исключительные заслуги перед Калининградской областью и ее жителями, способсивующие развитию, повышению авторитета Калиниградской области в Российской Федерации и за рубежом